# Sociedad Española para la Transformación Tecnológica
La Sociedad Española para la Transformación Tecnológica (SETT) es una empresa pública española que gestiona la financiación y las inversiones en sectores estratégicos vinculados a la transformación digital, las telecomunicaciones, la microelectrónica, los semiconductores, las nuevas tecnologías digitales y el sector audiovisual.
Para la consecución de sus nuevos objetivos se le confió, además de la gestión de lo referente al PERTE de Microelectrónica y Semiconductores, la gestión del Fondo Next Tech y el Fondo Spain Audiovisual Hub, todos ellos valorados en unos 20 000 millones de euros.
La empresa está adscrita al Ministerio para la Transformación Digital y de la Función Pública, a través de la Secretaría de Estado de Telecomunicaciones e Infraestructuras Digitales.

## Historia
Tras la aprobación por parte del Gobierno de España el 24 de mayo de 2022 del PERTE de Microelectrónica y Semiconductores, valorado en 12 250 millones de euros, el 7 de junio de ese año el Consejo de Ministros autorizó a la SEPI a constituir, a través de su filial Sepides, la Sociedad Estatal de Microelectrónica y Semiconductores, para gestionar este proyecto. La constitución se llevó a cabo el 28 de julio de 2022, fecha de inscripción en el Registro Mercantil de Madrid.
Para el ejercicio de sus funciones, los Presupuestos Generales del Estado para el año 2023 crearon una línea de financiación para la Sociedad, valorada en 800 millones de euros, a cargo del presupuesto del Ministerio de Asuntos Económicos y Transformación Digital.
El 26 de febrero de 2024, el ministro para la Transformación Digital y de la Función Pública, José Luis Escrivá, hizo pública su intención de crear la Sociedad Española para la Transformación Tecnológica, hecho que se materializó en el Consejo de Ministros del 5 de marzo de 2024, que autorizó la transformación de la SEMyS en dicha Sociedad. Esta empresa pública, que agrupará todas las inversiones del Estado en materia tecnológica, es conocida por el sobrenombre de «SEPI Digital».
El 16 de julio de 2024, el Gobierno aprobó el real decreto que transformó la empresa pública, pasando a ser una entidad pública empresarial denominada «Sociedad Española para la Transformación Tecnológica». Desde este momento, dejó de formar parte de SEPI Desarrollo Empresarial (Sepides), filial de la Sociedad Estatal de Participaciones Industriales (SEPI), y se adscribió a la Secretaría de Estado de Telecomunicaciones e Infraestructuras Digitales.

## Administración de la Sociedad
La Sociedad es presidida por el Secretario de Estado de Telecomunicaciones e Infraestructuras Digitales, actualmente Antonio Hernando Vera. La vicepresidencia la ejerce Jaime Martorell Suárez, administrador único de la sociedad entre 2022 y 2024. Completa el equipo directivo Francisco Javier Ponce Martínez, director general y responsable ejecutivo de la Sociedad.